# Tango Kameleon
Tango Kameleon – drugi album Jacka Bończyka, wydany w 2002 roku.
Album zawiera wybór najbardziej znanych polskich i zagranicznych tang.

## Lista utworów
1. „Nikt-Libertango” – 4:55
2. „Zabawa podmiejska” – 3:06
3. „W małym kinie” – 3:28
4. „Tango Desperado” – 4:29
5. „Zielona Milonga” – 5:57
6. „Już nigdy” – 5:28
7. „Romanca o trzech siostrach emigrantkach” – 4:27
8. „Tangowalka czyli nie męcz mnie” – 3:17
9. „Milionerzy” – 4:07
10. „Tango Kameleon” – 2:44
11. „Ta ostatnia niedziela” – 3:55
12. „Nieustanne tango” – 10:12
13. „Zapowiedź Krzywego” – 0:06
14. „Nieustanne tango” (wersja radiowa) – 3:52

## Wykonawcy
- Jacek Bończyk – śpiew

### Kameleon Quartetw składzie
- Radosław Kiszewski – trąbka
- Bartłomiej Krauz – akordeon
- Hadrian Filip Tabęcki – fortepian
- Sebastian Wypych – kontrabas

### Grupa MoCartaw składzie
- Filip Jaślar – skrzypce
- Michał Sikorski – skrzypce
- Paweł Kowaluk – altówka
- Bolesław Błaszczyk – wiolonczela

### Gościnnie
- Zbigniew Krzywański – gitara
- Stasiek Wielanek – śpiew